# Ateuchus hypocrita
Ateuchus hypocrita là một loài bọ cánh cứng trong họ Bọ hung (Scarabaeidae).